# Didemnum coralliforme
Didemnum coralliforme är en sjöpungsart som beskrevs av Kott 2004. Didemnum coralliforme ingår i släktet Didemnum och familjen Didemnidae. Inga underarter finns listade i Catalogue of Life.